# Designações de mísseis anticarro da Organização do Tratado do Atlântico Norte
Aqui está uma lista com as designações usadas pela OTAN para referenciar os mísseis anticarro usados pela extinta União Soviética.
- AT-1 Snapper
- AT-2 Swatter
- AT-3 Sagger
- AT-4 Spigot
- AT-5 Spandrel
- AT-6 Spiral
- AT-7 Saxhorn
- AT-8 Songster
- AT-9 Spiral-2
- AT-10 Stabber
- AT-11 Sniper
- AT-12 Swinger
- AT-13 Saxhorn-2
- AT-14 Spriggan
- AT-15 Springer
- AT-16 Scallion
- Hermes (ATGM)